# Woody Allen
Woody Allen (sinh ngày 1 tháng 12 năm 1935 với tên khai sinh Allen Stewart Königsberg) là một diễn viên, đạo diễn, nhà biên kịch người Mỹ. Ông từng giành 3 Giải Oscar cho các hạng mục Đạo diễn xuất sắc và Kịch bản gốc.
Với phong cách làm phim trí tuệ và rất nhiều tác phẩm xuất sắc, Woody Allen được coi là một trong những nhà làm phim lớn nhất của điện ảnh hiện đại. Allen thường viết kịch bản, đạo diễn và đóng vai chính trong phần lớn các bộ phim của ông.

## Tiểu sử
Woody Allen sinh ngày 1 tháng 12 năm 1935 tại Thành phố New York trong một gia đình gốc Do Thái, bố ông là Martin Königsberg (1900–2001) còn mẹ là bà Nettea Cherrie (1908–2002), Woody còn một em gái là Letty (sinh năm 1943).
Allen học phổ thông tại trường Midwood High School. Ông được đặt biệt hiệu là "Red" (Đỏ) vì mái tóc hung đỏ của mình và gây ấn tượng với bạn bè vì tài làm ảo thuật với những quân bài. Mặc dù trên phim Woody Allen thường đóng vai những người cô độc và lạc lõng giữa xã hội, sự thực thì ở trường phổ thông ông lại là một học sinh rất nổi tiếng và là một vận động viên bóng rổ và bóng chày cừ. Người đạo diễn tương lai làm thêm bằng cách viết truyện cười cho báo. Ở tuổi 16 ông bắt đầu lấy nghệ danh Woody Allen. Sau khi tốt nghiệp phổ thông, Allen vào học điện ảnh và truyền thông tại Đại học New York (New York University) nhưng nhanh chóng bị đuổi vì thường đi học muộn và thiếu chuyên cần. Sau khi bị đuổi khỏi Đại học New York, ông vào học tại trường cao đẳng City College of New York.

## Sự nghiệp sân khấu
Sau thất bại ban đầu ở cổng trường Đại học, Allen trở thành trợ lý viết kịch bản cho Herb Shriner. Ở tuổi 19, ông bắt đầu viết kịch bản cho các chương trình truyền hình như The Ed Sullivan Show, The Tonight Show và Caesar's Hour.
Năm 1961, Woody Allen bắt đầu trở thành nghệ sĩ trình tấu hài (stand-up comedian) ở câu lạc bộ Duplex thuộc khu Greenwich Village. Ông cũng tham gia viết kịch bản cho vở kịch Broadway From A to Z và chương trình truyền hình nổi tiếng Candid Camera. Trong quá trình diễn hài, Allen đã biến điểm yếu về ngoại hình thấp bé của mình thành ưu điểm trong trình diễn, đồng thời phát triển cá tính riêng cho vai diễn của mình. Ông nhanh chóng trở thành một nghệ sĩ thành công, thường xuyên xuất hiện trên truyền hình và trong các hộp đêm. Năm 1969, Woody Allen còn được lên bìa tạp chí Life với vai diễn trong vở Play It Again, Sam.
Trong thời gian này, Allen còn tham gia viết truyện ngắn cho các tạp chí như tờ The New Yorker cũng như viết kịch bản cho sân khấu Broadway.

## Sự nghiệp điện ảnh

### Thập niên 1960 và 1970

Annie Hall, bộ phim thành công nhất của Woody Allen

Bộ phim đầu tiên do Woody Allen tham gia là What's New, Pussycat? (1965), trong đó Allen được Warren Beatty thuê viết lại một phần nhỏ trong kịch bản do Beatty phụ trách. Nhưng kết quả là phần viết lại của Allen lại thành phần chủ yếu của kịch bản và Beatty đã tức giận tới mức từ bỏ quá trình làm phim. Một năm sau đó, năm 1966, Woody Allen được đạo diễn bộ phim đầu tay của mình, phim What's Up, Tiger Lily? (1966).
Những phim giai đoạn đầu của Allen thường thuần túy là phim hài chịu ảnh hưởng từ Bob Hope và Groucho Marx. Năm 1977, Woody Allen thực hiện bộ phim Annie Hall, tác phẩm đánh dấu bước chuyển của đạo diễn từ phim hài thuần túy sang hài hước sâu cay và mang nhiều suy ngẫm hơn. Bộ phim thành công lớn về mặt nghệ thuật khi giành 4 giải Oscar, gồm Giải Oscar Phim hay nhất, Giải Oscar Nữ diễn viên chính xuất sắc nhất (cho Diane Keaton) và hai giải cho riêng Allen là Giải Oscar Đạo diễn xuất sắc nhất và Giải Oscar Kịch bản gốc hay nhất. Annie Hall là một trong số không nhiều phim hài chiến thắng ở hạng mục Phim hay nhất và nó đã đưa ra một chuẩn mực mới cho các bộ phim hài tình cảm của Hollywood, nó được Viện phim Hoa Kỳ (American Film Institute) xếp hạng 35 trong số các bộ phim hay nhất mọi thời đại và xếp thứ 4 trong danh sách các phim hài hay nhất.
Năm 1979, bộ phim Manhattan do Woody Allen đạo diễn được phát hành, đây là một tác phẩm đen trắng làm về thành phố New York, nơi đạo diễn đã sinh ra, lớn lên và sống phần lớn cuộc đời.

### Thập niên 1980
Giữa thập niên 1980, Allen bắt đầu kết hợp cả yếu tố bi kịch và hài hước vào các bộ phim của ông như Hannah and Her Sisters (giành 3 giải Oscar) với sự tham gia của diễn viên nổi tiếng Michael Caine, hay Crimes and Misdemeanors, một bộ phim với hai câu chuyện khác nhau và chỉ kết nối ở đoạn kết.
Năm 1985 đạo diễn thực hiện bộ phim The Purple Rose of Cairo, một tác phẩm nói về tầm quan trọng của điện ảnh trong thời kì Đại suy thoái thông qua nhân vật Cecilia. Purple Rose được tạp chí Time bình chọn là một trong 100 phim hay nhất mọi thời đại, riêng bản thân Woody Allen thì đánh giá đây là một trong số 3 phim hay nhất của ông, cùng với Stardust Memories và Match Point.

### Thập niên 1990
Năm 1992 Woody Allen đạo diễn bộ phim Shadows and Fog, một tác phẩm đen trắng gợi nhớ đến các nghệ sĩ thuộc Trường phái Biểu hiện Đức (German Expressionism). Cùng năm này ông làm bộ phim được giới phê bình đánh giá cao, Husbands and Wives (1992), bộ phim được đề cử 2 giải Oscar cho hạng mục Vai nữ phụ (cho nữ diễn viên Judy Davis) và Kịch bản gốc (cho chính Allen).
Sau hai bộ phim này, đạo diễn quay trở lại với những đề tài nhẹ nhàng hơn như phim Bullets Over Broadway (1994), bộ phim giúp ông có đề cử thứ 6 cho Giải Oscar Đạo diễn xuất sắc nhất. Everyone Says I Love You (1996) là bộ phim ca nhạc đầu tiên và duy nhất cho đến nay của Allen. Cuối thập niên 1990 ông lại cho ra đời các bộ phim có không khí ảm đạm hơn như Deconstructing Harry (1997) và Celebrity (1998).

### Thập niên 2000
Small Time Crooks (2000) là bộ phim đầu tiên Woody Allen thực hiện cho hãng phim DreamWorks SKG và cũng đánh dấu bước chuyển trong phong cách làm phim của ông, ông tham gia phỏng vấn nhiều hơn vào quay trở lại đề tài hài kịch như thời kì đầu sự nghiệp. Small Time Crooks tương đối thành công về mặt doanh thu với 17 triệu USD tiền vé tính riêng ở Mỹ, nhưng bốn bộ phim sau đó là thảm họa về mặt thương mại, The Curse of the Jade Scorpion (phim có kinh phí lớn nhất mà Allen từng thực hiện với 33 triệu USD), Hollywood Ending, Anything Else và Melinda and Melinda đều thu về chưa đầy 5 triệu USD mỗi phim. Các nhà phê bình thì đánh giá các bộ phim Allen làm kể từ sau Sweet and Lowdown (1999) đều có chất lượng tồi, thậm chí nhiều người cho rằng thời của đạo diễn đã qua.
Allen chỉ thực sự quay lại với thành công bằng bộ phim Match Point (2005), bộ phim được giới phê bình đánh giá rất cao do Jonathan Rhys-Meyers và Scarlett Johansson thủ vai chính và lấy bối cảnh là thành phố Luân Đôn. Doanh thu của Match Point là 23 triệu USD riêng tại Mỹ, nhiều nhất trong số các bộ phim Allen làm trong 20 năm trở lại đây và tính tổng cộng trên toàn thế giới là 62 triệu USD. Match Point mang lại cho Allen đề cử Giải Oscar đầu tiên kể từ năm 1998 và trong một cuộc phỏng vấn với tạp chí Premiere Magazine, chính đạo diễn đã cho rằng đây là bộ phim hay nhất ông đã từng thực hiện.
Năm 2006, Allen quay trở lại Luân Đôn để đạo diễn bộ phim Scoop, phim cũng có sự góp mặt của Scarlett Johansson, ngoài ra còn có sự tham gia của Hugh Jackman, Ian McShane và Kevin McNally. Sau khi hoàn thành bộ phim này, đạo diễn đã sang Tây Ban Nha để thực hiện một bộ phim ở Barcelona. Woody Allen đã từng có lần tâm sự rằng ở thị trường châu Âu các bộ phim của ông được công chúng tiếp nhận nồng nhiệt hơn, đặc biệt là tại Pháp nơi các tác phẩm của ông có một lượng lớn người hâm mộ. Allen trong một lần trả lời phỏng vấn năm 2004 đã nói: "Tại Hoa Kỳ mọi thứ đã thay đổi quá nhiều, và ở thời điểm này rất khó để thực hiện những bộ phim tốt mà có kinh phí thấp. Các hãng phim tham lam chỉ muốn những bộ phim có kinh phí 100 triệu USD mà thu về 500 triệu USD".

## Giải thưởng và vinh danh

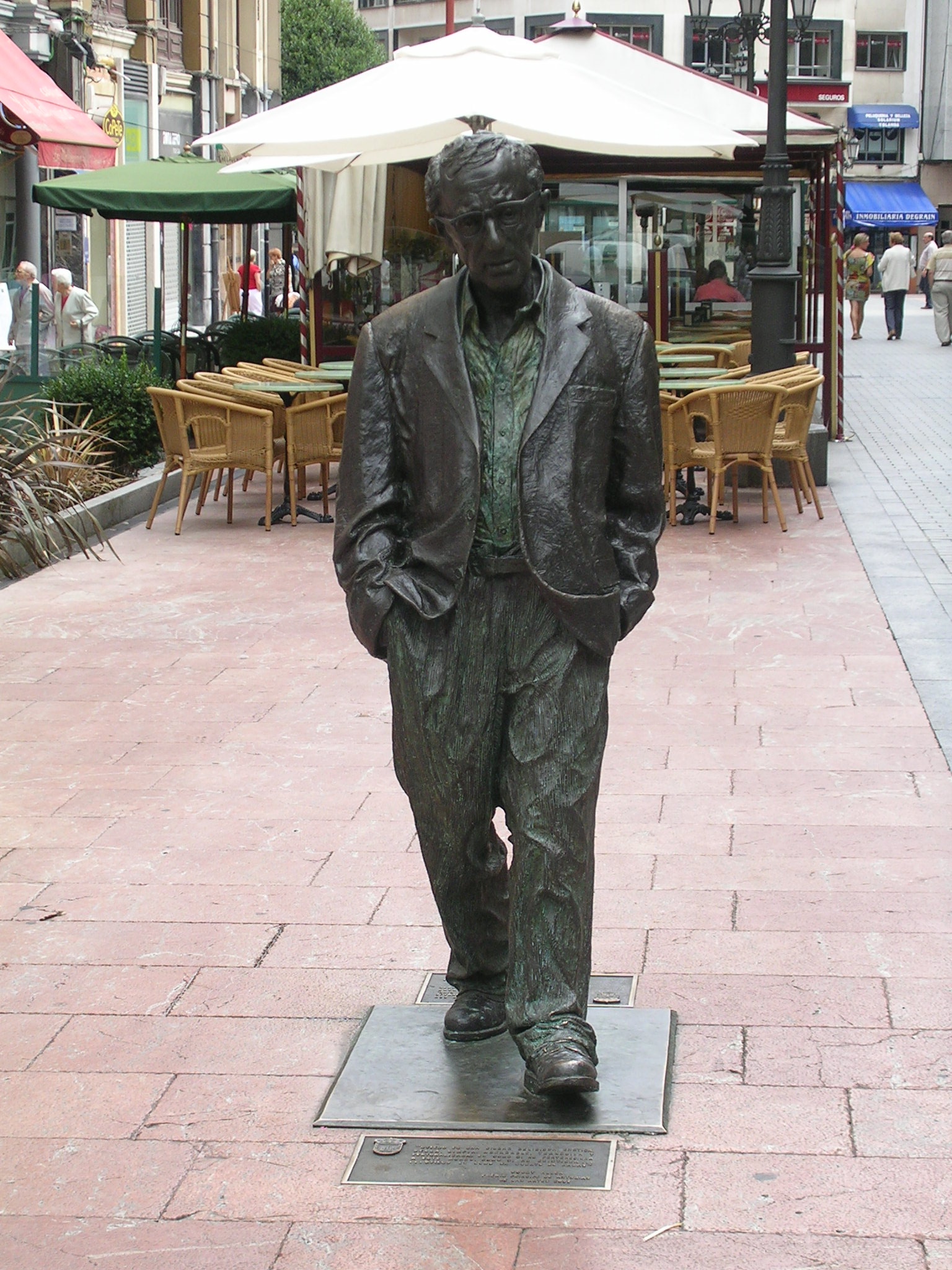
Tượng Woody Allen ở thành phố Oviedo

Trong sự nghiệp của mình, Woody Allen đã nhận được rất nhiều giải thưởng, đề cử và vinh danh khác nhau trong các liên hoan phim và giải thưởng điện ảnh cho đóng góp của ông ở cương vị đạo diễn, diễn viên và biên kịch.

### Giải Oscar
Woody Allen đã từng giành 3 Giải Oscar trong tổng số 21 lần được đề cử giải thưởng này (bao gồm 14 lần với hạng mục Kịch bản, 6 lần với hạng mục Đạo diễn và 1 lần với hạng mục Vai nam chính). Ông có nhiều đề cử ở hạng mục Kịch bản hơn bất cứ nhà biên kịch nào khác và cũng đang đứng thứ năm về số đề cử cho hạng mục Đạo diễn.
Mặc dù thường xuyên được nhận được đề cử từ Viện Hàn lâm Khoa học và Nghệ thuật Điện ảnh cho Giải Oscar, Allen không bao giờ tham gia lễ trao giải. Ông chỉ phá vỡ điều này đúng một lần vào lễ trao giải năm 2002 khi xuất hiện không hề báo trước để kêu gọi các nhà sản xuất và đạo diễn tiếp tục quay các bộ phim của họ ở thành phố New York sau Sự kiện 11 tháng 9.
Đây là danh sách cụ thể các đề cử và giải thưởng Oscar mà Woody Allen giành được:
| - Giành giải: Annie Hall (1977) - Đề cử: Interiors (1978) - Đề cử: Manhattan (1979) - Đề cử: Broadway Danny Rose (1984) - Đề cử: The Purple Rose of Cairo (1985) - Giành giải: Hannah and Her Sisters (1986) - Đề cử: Radio Days (1987) - Đề cử: Crimes and Misdemeanors (1989) - Đề cử: Alice (1990) - Đề cử: Husbands and Wives (1992) - Đề cử: Bullets Over Broadway (1994) - Đề cử: Mighty Aphrodite (1995) - Đề cử: Deconstructing Harry (1997) - Đề cử: Match Point (2005) - Giành giải: Midnight in Paris (2012) | - Đề cử: Annie Hall (1977) - Giành giải: Annie Hall (1977) - Đề cử: Interiors (1978) - Đề cử: Broadway Danny Rose (1984) - Đề cử: Hannah and Her Sisters (1986) - Đề cử: Crimes and Misdemeanors (1989) - Đề cử: Bullets Over Broadway (1994) |

- Đã có bốn diễn viên từng giành giải Oscar nhờ vai diễn trong các phim của Allen, đó là Diane Keaton (Vai nữ chính, Annie Hall), Michael Caine (Vai nam phụ, Hannah and Her Sisters), Dianne Wiest (2 giải Vai nữ phụ, Hannah and Her Sisters và Bullets Over Broadway) và Mira Sorvino (Vai nữ phụ, Mighty Aphrodite).
- Bộ phim Annie Hall do Allen đạo diễn đã giành tổng cộng 4 giải Oscar trong đó có cả giải Phim hay nhất tại lễ trao giải năm 1977.

### Giải thưởng khác
- Allen đã từng 2 lần giành Giải César cho phim nước ngoài hay nhất, lần đầu là năm 1980 cho phim Manhattan và lần thứ hai năm 1986 cho phim The Purple Rose of Cairo. Ông còn có 7 đề cử khác cho giải thưởng này.
- Năm 1986, Allen đã chiến thắng tại hạng mục Kịch bản tại Giải Quả cầu vàng cho kịch bản phim The Purple Rose of Cairo. Tại giải thưởng này ông còn được đề cử 4 lần cho hạng mục Đạo diễn, 4 lần cho hạng mục Kịch bản và 2 lần cho hạng mục Vai nam chính phim ca nhạc hoặc hài kịch.
- Năm 1995 tại Liên hoan phim Venice, Allen đã giành giải Sư tử vàng cho đóng góp suốt đời.
- Năm 2002 đạo diễn đã được tặng Giải thưởng Hoàng tử xứ Asturias (Prince of Asturias Award) và được vinh danh bằng một bức tượng chân dung chính đạo diễn có kích cỡ người thật tại thành phố Oviedo, Tây Ban Nha[13].
- Năm 2002, Woody Allen được tặng giải thưởng thành tựu đặc biệt Palme des Palmes (Cành cọ của những cành cọ) tại Liên hoan phim Cannes, ông mới là người thứ hai được trao giải thưởng này sau đạo diễn Ingmar Bergman[14]
- Năm 2007 Allen được trao học vị Tiến sĩ danh dự (PhD Honoris Causa) của Đại học Pompeu Fabra (Barcelona, Tây Ban Nha).

## Niềm đam mê nhạc Jazz
Allen là một người hâm mộ cuồng nhiệt nhạc Jazz, ông thường sử dụng loại nhạc này làm nhạc nền cho các bộ phim của mình. Woody cũng bắt đầu chơi kèn Cla-ri-nét từ nhỏ và ông chọn nghệ danh "Woody Allen" cũng là xuất phát từ thần tượng của ông, nghệ sĩ kèn Cla-ri-nét Woody Herman. Đạo diễn bắt đầu biểu diễn kèn Cla-ri-nét từ thập niên 1960. Hiện nay Allen và ban nhạc New Orleans Jazz Band thường biểu diễn vào mỗi tối thứ Hai ở khách sạn Carlyle Hotel thuộc khu Manhattan, họ thường biểu diễn các bản nhạc Jazz New Orleans cổ điển từ đầu thế kỉ 20. Cuốn phim tài liệu Wild Man Blues (do Barbara Kopple đạo diễn) đã nói về chuyến lưu diễn của Allen và ban nhạc ở châu Âu. Ban nhạc này cũng đã cho ra mắt hai đĩa nhạc The Bunk Project (1993) và đĩa nhạc phim Wild Man Blues (1997).